# 93-я стрелковая бригада
93-я отдельная стрелковая бригада — воинское формирование РККА, участвовавшее в Великой Отечественной войне.

## Формирование и бои
В августе 1942 года на территорию Сухоложского района Свердловской области прибыло 5 тысяч моряков тихоокеанцев. Из них начали формировать стрелковую бригаду. Добровольно вступили в состав бригады местные уральцы.
В октябре 1942 года бригада была отправлена в Сталинград. Сначала бригада удерживала позиции на побережье Волги, а потом пошли в атаку и взяли высоту на Мамаевом кургане.
Бригада была преобразована в 12-ю гвардейскую стрелковую бригаду. Почти все бойцы бригады погибли.
В марте 1943 года бригада была отправлена в город Купянск на переформирование. Из бойцов 12-й гвардейской стрелковой и 149-й отдельной стрелковой бригад сформирована 92-я гвардейская стрелковая дивизия.

## Командиры[1]
- Сабирзянов, Харрас Сабирзянович (август — 27 октября 1942), подполковник
- Галай, Николай Захарович (29 октября — 9 ноября 1942), подполковник
- Цалай, Деонисий Семёнович (10 ноября 1942 — 10 января 1943), подполковник
- Трунин, Василий Фёдорович (10 января — 23 апреля 1943), полковник